# کوچه‌طلا
کوچه‌طلا(به کردی: کووچەتەڵا، Kûçetella) روستایی از توابع بخش زیویه در شهرستان سقز است که در استان کردستان ایران قرار دارد.

## جمعیت
این روستا در دهستان گل‌تپه واقع شده و براساس سرشماری سال ۱۳۸۵، جمعیت آن ۲۲۹ نفر (۴۷ خانوار) بوده‌است.